# Aleksandra Żurawska (siatkarka)
Aleksandra Żurawska (ur. 6 czerwca 1998 w Sztumie) – polska siatkarka, grająca na pozycji libero. 

## Sukcesy klubowe

### juniorskie
Mistrzostwa Polski juniorek:
- 2017[4]

### seniorskie
Mistrzostwo I ligi:
- 2019[5], 2020[6]

Puchar Polski:
- 2021[7]

Mistrzostwo Polski:
- 2021, 2022[8]

## Nagrody indywidualne
- 2017: Najlepsza libero Mistrzostw Polski juniorek[9]